# Luzern
Luzern (tyskt uttal: [luˈtsɛrn] ( lyssna), franska: Lucerne, italienska: Lucerna) är en stad och kommun i kantonen Luzern i mellersta Schweiz.
Luzern är kantonens huvudort och ligger vid Vierwaldstättersjön. Luzern är ett handelscentrum, men här finns också en del industri. Det är en populär turiststad.
I väster ligger stadsdelen Littau som tidigare var en egen kommun, men som inkorporerades i Luzern 1 januari 2010. Till kommunen hör även exklaven Bürgenstock på andra sidan Vierwaldstättersjön.

## Historia
Luzern uppstod vid det omkring det runt 740 grundade klostret Sankt Leodegar. Staden erhöll troligen omkring 1178 stadsrättigheter. Klostrets område som efter hand utvidgades betydligt tillhörde abbotstiftet Murbach i Elssas, och kom 1291 genom köp till huset Habsburg. 1332 slöt sig Luzern till skogskantonernas förbund och erkändes 1390 som riksomedelbart. Under 1500-talet var Luzern medelpunkten för den katolska motreformationen i Schweiz. 1798 blev Luzern en del av Helvetiska republiken som dess huvudstad, från 1803 kanton i Schweiz. Under 1840-talet anslöt sig Luzern till Sonderbund.

## Stadsbild
Staden har en välbevarad äldre stadsbild. Gamla staden avgränsas mot norr av ett stycke av den medeltida tornförsedda muren som här ännu finns kvar. Bland stadens kyrkor märks Stiftskyrkan från 1504. I rådhuset från 1606 finns ett museum. Det gamla jesuitkollegiet har senare fungerat som regeringsbyggnad och inrymt arkiv och en myntsamling. Luzernlejonet är ett lejon inhugget i en klippa i norra delen av staden efter Bertel Thorvaldsens ritningar 1821 och är ett minnesmärke över det i Paris 1792 nedskjutna schweizergardet. Över Reuss leder flera broar varav främst märks de äldre träbroarna Kapellbrücke från 1300-talet och Spreuerbrücke från 1400-talet, båda med målningar från 1500-talet. Vid Gletschergarten ligger ett område med flyttblock, jättegrytor och andra spår från istiden.

## Demografi
Kommunen Luzern har 85 534 invånare (2023).
|  | Tyska (85,2 %) |

|  | Franska (1,1 %) |

|  | Italienska (2,8 %) |

|  | Rätoromanska (0,2 %) |

|  | Övriga (10,7 %) |

|  | Tyska (85,5 %) |

|  | Franska (0,9 %) |

|  | Italienska (2,3 %) |

|  | Rätoromanska (0,2 %) |

|  | Övriga (11,2 %) |

Uppgifterna från 2000 är baserade på en folkräkning.

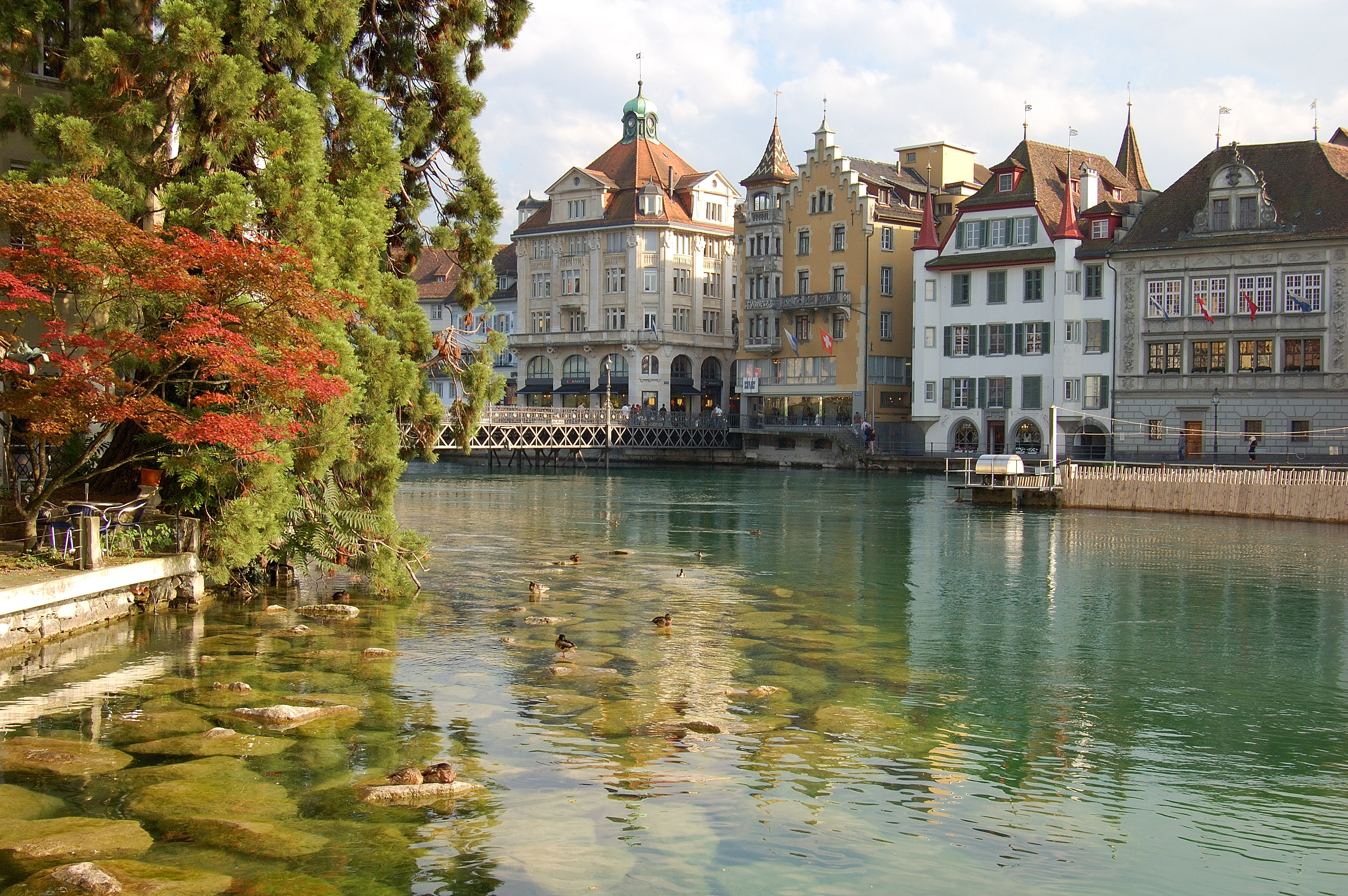
Floden Reuss rinner genom Luzern.

Uppgifterna från 2014 är baserade på fem på varandra följande årliga strukturundersökningar. Resultaten extrapoleras. De bör tolkas med försiktighet i kommuner med mindre än 3 000 invånare.

## Karneval
Den välkända karnevalen Lozärner Fasnacht, börjar torsdagen före askonsdagen klockan 05:00 med Tagwache: En detonation på en liten båt som för familjen Fritschi till kajen, följt av ett pappersregn. Den pågår till efterföljande tisdag och är, tillsammans med Basel, Schweiz största karneval med 30 000 aktiva och 100 000 åskådare.